# Monument au soldat Marche
Le monument au soldat Marche est un monument réalisé par Armand Roblot, rendant hommage à la bravoure d'un soldat, agent de liaison, de la première Guerre mondiale, Fernand Marche. Il est situé à l'entrée du square Henri Darras dans la commune Bully-les-Mines dans le département du Pas-de-Calais.

## Histoire du soldat Fernand Marche
Fernand Joseph Édouard Marche, naît le 2 juin 1888 à Bully-les-Mines dans le Pas-de-Calais. Il travaille dès l'âge de treize ans en tant que mineur de fond à la fosse no 1 de la commune de Bully-les-Mines.
Lors de la Première Guerre mondiale, il est mobilisé le 4 août 1914 et affecté au 130e régiment d'infanterie, en tant que soldat de 2e classe. Il participe notamment aux batailles des Ardennes, de la Marne, de l'Ourcq, de l'Aisne, de Picardie, de la Somme et de Champagne. Il est blessé une première fois au cœur des combats de la ferme Navarin dans la Marne. Finalement, son unité est engagée dans la fournaise de la bataille de Verdun vers la côte de Froideterre où elle participe aux attaques sur l'ouvrage de Thiaumont.
Le 1er août 1916, la situation est très critique dans le secteur, les bombardements sont continus et violents, les communications sont donc coupées et il faut faire appel aux coureurs pour transmettre les ordres aux unités du secteur. Alors qu'une dizaine d'entre eux ont été abattus dans leur parcours par une mitrailleuse allemande qui prend le chemin en enfilade, le soldat Fernand Marche se porte volontaire auprès du lieutenant Engerand en tant qu'agent de liaison pour porter un pli au Colonel Lebaud. Ce message est capital, et doit être apporter sans faire de relais, du terminus du téléphone jusqu’au poste de commandement. 
Il prend alors le papier, mais n'arrive jamais à destination. Il est conscient de l'importance de la mission qui lui est confiée, mais n'échappe pas aux bombardements, un obus l’abat net, gorge ouverte par un éclat, ventre troué par un autre, et les boyaux sortis. Néanmoins, ce corps en pleine agonie, dans un ultime sursaut n'oublia pas son devoir, Fernand Marche se traîne jusqu'à un carrefour proche, sorti de son porte feuille le pli qu'il devait remettre, et mourut sur le dos, le bras gauche serré sur son ventre souffrant, et son bras droit raidi vers le ciel, tenant dans sa main crispée le pli ensanglanté. La mort n'aura pas pu abattre son bras ! C'est ainsi que quelques heures plus tard un autre agent de liaison, d'un régiment voisin, passe à côté de cet homme, récupère le pli et le porte au poste de commandement du colonel. Grâce à cet acte héroïque, les renforts arrivent à temps, et c'est sur une grande victoire française que s'est levé le jour suivant.
Le décès du soldat a été porté à la connaissance des troupes le 28 août 1916 : « MARCHE Fernand Joseph Edouard, matricule 1434, soldat de 2e classe, agent de liaison, volontaire pour porter un pli à son colonel, a été tué le 1er août 1916, en cours de route, sa dernière pensée étant tout à sa mission ; le coureur suivant à trouver son corps, le bras tendu en l'air et les doigts crispés sur le pli qu'il portait ». 
Le 2 octobre 1920, Fernand Marche reçoit la médaille militaire à titre posthume. 
Le corps de Fernand Marche est retrouvé et il repose depuis la fin de la guerre, dans la nécropole nationale de Douaumont dans la tombe no  6 649.

## Description du monument
Le monument qui est inauguré le 4 octobre 1925, est l’œuvre du sculpteur Armand-François Roblot, lauréat du salon des artistes français. Il est faite en bronze plein et le socle de celui-ci est en pierre. L'initiative de cet hommage revient aux deux supérieurs de Fernand Marche, le Lieutenant Engerand et le Colonel Lebaud. 
L'artiste a souhaité représenter le soldat Fernand Marche dans l’attitude où il fut retrouvé sur le champ de bataille, c'est-à-dire en tenue militaire avec son casque, couché sur le côté gauche, élevant le bras droit dont la main tient le pli qu’il était chargé de porter. Le sol sur lequel il est représenté est ravagé par les combats, et sous son corps est tombé le poteau indicateur du carrefour de la route de Verdun à Douaumont. Enfin, sur son col, on remarque la présence de son numéro de régiment brodé sur l’uniforme : le 130e.
Sur le socle se trouve une fresque représentant des soldats en uniforme et des ouvriers mineurs. Au milieu, a été placée une plaque sur laquelle il est inscrit : « Au soldat Marche mort héroïquement pour la France ». Sur le côté gauche du monument, l’artiste a représenté les outils nécessaires au travail dans les mines, aux côtés desquels il a inscrit la date de 1914. A droite, on trouve une croix sur laquelle est accroché le casque Adrian, avec à son pied une gourde et une besace. La date de mort de Fernand Marche y est aussi écrite. Enfin, à l’arrière du monument se trouve une plaque qui résume l'action héroïque du soldat.

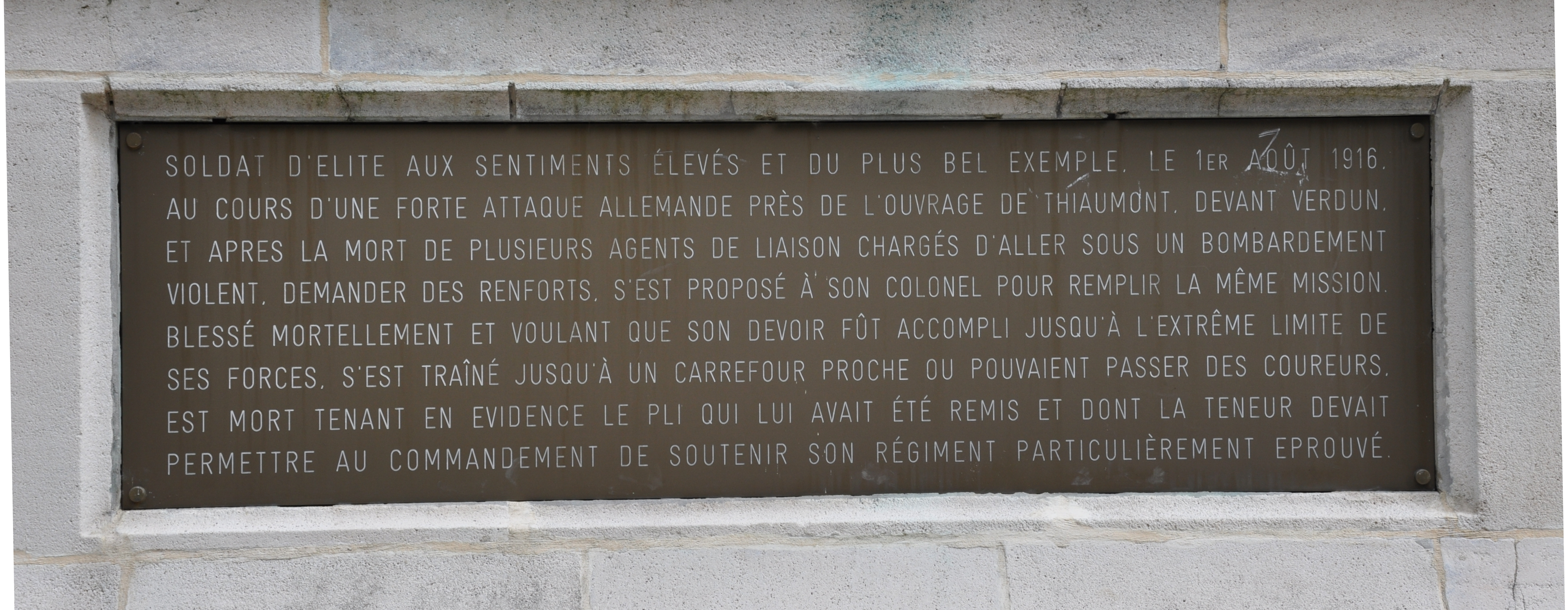
Détail de l'inscription figurant sur la façade arrière

A l'origine, le monument est placé devant l'entrée de la mine dans laquelle il avait travaillé depuis adolescent. Cependant, en 1977 à la fermeture de cette dernière, il est déplacé d'une centaine de mètres, devant l'entrée du square Henri Darras.
Ce monument est singulier car rares ont été les monuments rendant hommage à un unique soldat, qui par ailleurs n'était pas haut gradé, ici un agent de liaison. En effet les monuments aux morts portent rarement les noms des soldats morts, à moins qu'il ne s'agisse de personnalités. En outre, ce monument est l'un des symboles du sacrifice de la corporation minière de la Première Guerre mondiale.

## Monument historique
Le monument fait l’objet d’une inscription au titre des monuments historiques depuis le 12 janvier 2010.

## Patrimoine mondial
Lors de la trente-sixième session du comité du patrimoine mondial de l'UNESCO, qui s'est tenue du 24 juin au 6 juillet 2012 à Saint-Pétersbourg, le site no 86, le monument au soldat Marche, est inscrit au patrimoine mondial.